# 泉巨永乡
泉巨永乡，是中华人民共和国辽宁省朝阳市北票市下辖的一个乡镇级行政单位。

## 行政区划
泉巨永乡下辖以下地区：
泉巨永村、存珠营村、巴里营村、十八台村、涌泉村、黄家沟村、双山子村和十二吐默村。